# Anthony Caro

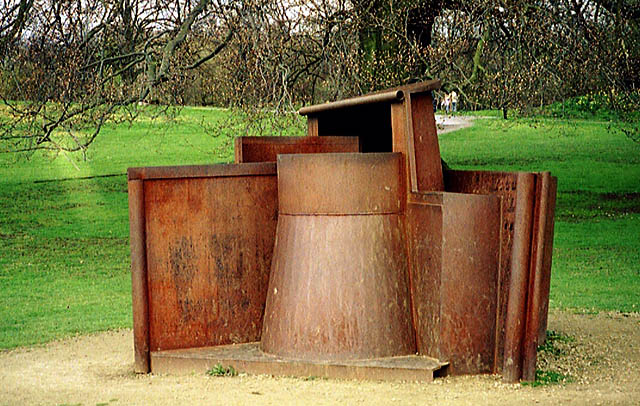
Anthony Caro, Dream City (1996)

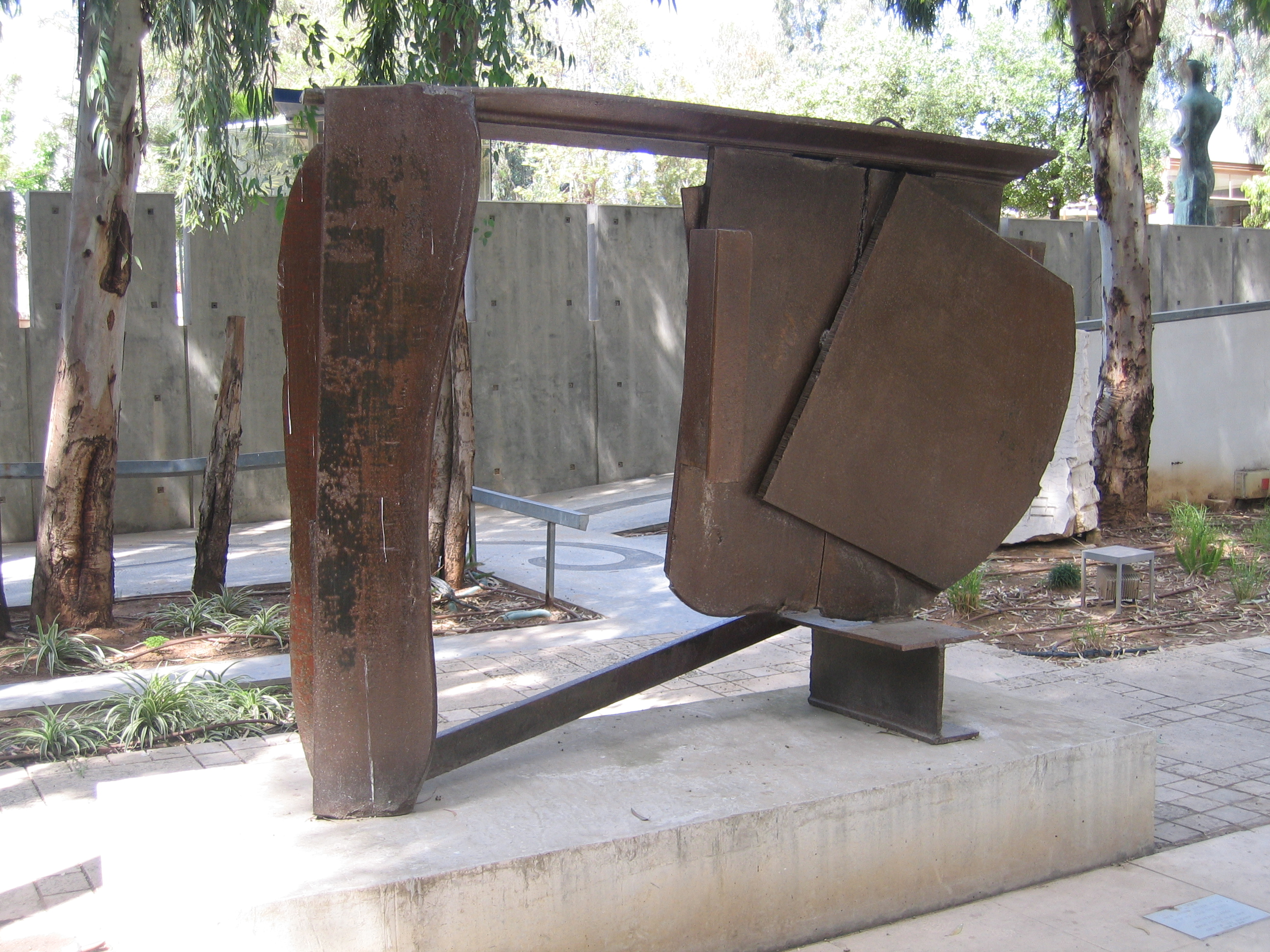
Anthony Caro, Black Cover Flat (1974)

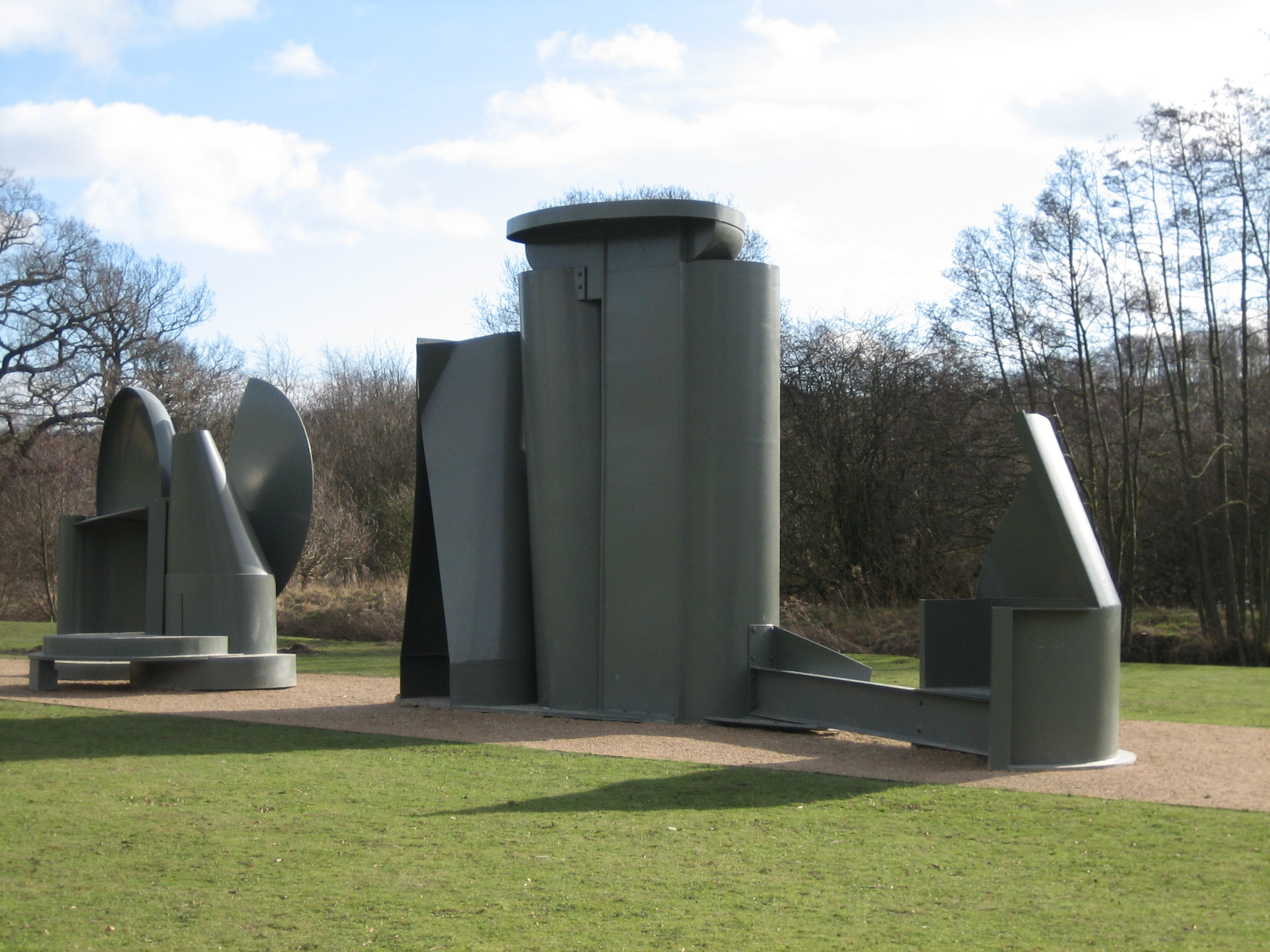
Anthony Caro, Promenade

Sir Anthony Alfred Caro CBE, OM (* 8. März 1924 in New Malden, Surrey; † 23. Oktober 2013 in London) war ein britischer Bildhauer der Moderne, der die moderne, abstrakte Bildhauerei mitgestaltet und wesentlich beeinflusst hat. Seine Arbeiten entstanden meist aus wiederverwendeten Arbeitsmaterialien, im Besonderen Eisen und Stahl, größtenteils aus Schrott.

## Leben und Werk
Caro erhielt 1944 sein Diplom für Ingenieurwesen der Universität Cambridge und studierte 1946 am Polytechnischen Institut in London. Das Studium der Bildhauerei absolvierte er von 1947 bis 1952 an der dortigen Royal Academy of Arts. Von 1951 bis 1953 war er als Mitarbeiter des Bildhauers Henry Moore tätig. In den Jahren 1953 bis 1967 hatte er eine Lehrtätigkeit an der St. Martin’s School of Art.
Caros Anfängerarbeiten waren noch figurativ, hauptsächlich deshalb, weil die Royal Academy eine der letzten Kunstschulen war, die sich nach dem Zweiten Weltkrieg den modernen, abstrakten Kunstströmungen noch völlig verschloss.
Einen Umschwung in seiner Karriere brachte während seines ersten, von 1959 bis 1960 dauernden Aufenthaltes in den Vereinigten Staaten, das Zusammentreffen mit dem amerikanischen Bildhauer David Smith. Anthony Caro war Teilnehmer der documenta III (1964) und der 4. documenta (1968) in Kassel.
Caro war zusammen mit dem Londoner Ingenieurbüro Arup und dem Architekten Norman Foster bei der Planung der Fußgängerbrücke Millennium Bridge tätig, die die St Paul’s Cathedral auf dem Nordufer der Themse mit der Tate Gallery of Modern Art im Süden verbindet.

## Preise und Auszeichnungen
Anthony Caro erhielt im Laufe seiner Karriere einige der höchsten Auszeichnungen des Vereinigten Königreiches. Nachdem er bereits zum Commander des Order of the British Empire (CBE) ernannt worden war, schlug ihn Königin Elisabeth II. im Jahr 1987 als Knight Bachelor zum Ritter und ernannte ihn im Mai 2000 außerdem zum Mitglied des prestigereichen Order of Merit.
1992 erhielt Caro das Praemium Imperiale in der Kategorie Skulptur. Seit 1979 war er auswärtiges Ehrenmitglied der American Academy of Arts and Letters. 1988 wurde er in die American Academy of Arts and Sciences gewählt.

## Anthony Caro und David Smith
Es war der amerikanische Kritiker Clement Greenberg, der Caro in den Vereinigten Staaten empfing und dazu anregte, seine künstlerischen Ziele anders zu orientieren: vom traditionell arbeitenden Bildhauer, der er war, zum Avantgarde Künstler, der er wurde.
Es war David Smith, seinerseits inspiriert von Pablo Picasso und Julio González, welcher Caro die erste Bekanntschaft mit der so genannten Collagetechnik hatte machen lassen: bildhauen mit der Gestaltungsmethode des Schweißens.
Seine Arbeiten waren selbstverständlich stark von Smith beeinflusst, aber Caro achtete darauf, Smith nicht zu imitieren, und brachte seinen ganz persönlichen Stil zur Entwicklung.